# Oskar Nørland
Niels Christian Oskar Nørland (* 4. Oktober 1882 in Roskilde; † 18. Mai 1941 in Frederiksberg) war ein dänischer Fußballspieler.

## Karriere
Nørland, der im Jahr 1914 seinen ursprünglichen Nachnamen Nielsen in Nørland ändern ließ, spielte ausschließlich für den Kjøbenhavns Boldklub, mit dem er in den Jahren 1913, 1914, 1917 und 1918 die Meisterschaft gewann.
Vom 23. bis 25. April 1906 nahm Nørland mit der Kopenhagener Stadtauswahl am Fußballturnier im Rahmen der Olympischen Zwischenspiele 1906 teil; eine Nationalmannschaft Dänemarks existierte zu diesem Zeitpunkt nicht – sie trug ihr erstes offizielles Länderspiel am 19. Oktober 1908 im Viertelfinale des olympischen Fußballturniers gegen die B-Nationalmannschaft Frankreichs in London aus.
Die im Inneren des Velodroms in Neo Faliro, einem Stadtteil von Piräus, südlich von Athen, ausgetragenen Spiele gegen eine Auswahlmannschaft aus Smyrna und gegen Ethnikos GS Athênai wurden mit 5:1 und 9:0 gewonnen und bescherten Nørland und seiner Mannschaft die Goldmedaille.
Es war kein olympisches Jahr und somit waren die Spiele inoffiziell, aber die Griechen wollten den 10. Jahrestag der ersten Olympischen Spiele in der Neuzeit feiern.
Für die dänische A-Nationalmannschaft kam Nørland in einem Zeitraum von neun Jahren in 14 Länderspielen zum Einsatz, in denen er jedoch ohne Torerfolg blieb. Er debütierte am 19. Oktober 1908 beim 9:0-Sieg über die B-Nationalmannschaft Frankreichs im Viertelfinale des olympischen Fußballturniers in London. Nørland kam auch im Finale zum Einsatz, das mit 0:2 gegen die Nationalmannschaft Großbritanniens verloren wurde. Gegen diese Mannschaft kam er auch am 4. Juli 1912 im Finale des Olympischen Fußballturniers zum Einsatz, das mit 2:4 im Olympiastadion Stockholm verloren wurde, zuvor wurde er zwei Tage zuvor an selber Stätte beim 4:1-Sieg über die Nationalmannschaft der Niederlande eingesetzt. Seinen letzten Einsatz als Nationalspieler bestritt er am 15. Oktober 1916 in Kopenhagen beim 8:0-Sieg im Freundschaftsspiel gegen die Nationalmannschaft Norwegens.

## Erfolge
- Olympische Goldmedaille 1906
- Olympische Silbermedaille 1908, 1912
- Dänischer Meister 1913, 1914, 1917, 1918